# La Fazaña de Ojacastro

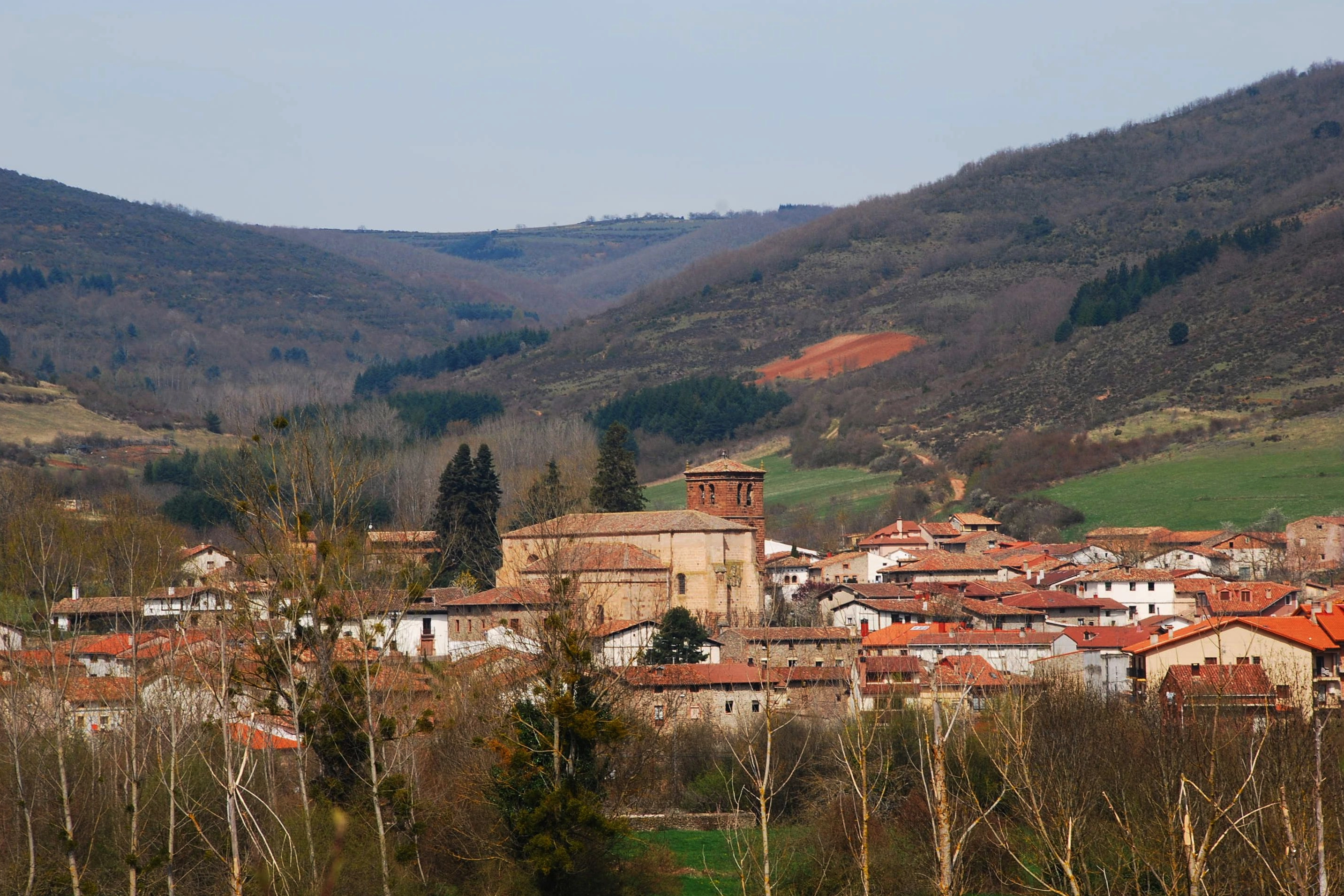
Ojacastro en la actualidad

La Fazaña de Ojacastro o Decisión judicial de Ojacastro es un acontecimiento histórico acaecido entre los años 1234 y 1239 en el municipio de Ojacastro, situado en La Rioja (España) . En él, el merino mayor de Castilla mandó detener al alcalde de la mencionada localidad por permitir que los juicios de los vecinos del valle de Ojacastro se celebraran en euskera. Su importancia radica en que constituye la confirmación definitiva del uso del euskera en La Rioja medieval, eliminando así cualquier otra posible hipótesis que pudiera explicar la intensa toponimia vasca repartida por toda región, una parte de la antroponimia (apellidos) actuales de sus habitantes y otros hechos como la presencia de esta lengua en las Glosas Emilianenses, los vasquismos en el castellano hablado en La Rioja o incluso para algunos estudiosos el tipo de edificaciones populares de la zona. Asimismo, la Fazaña de Ojacastro constituye el documento más antiguo que demuestra que el euskera tenía un grado de oficialidad en una zona.

## La "Fazanya" de Ojacastro
Este suceso fue publicado por primera vez por los eruditos Marichalar y Manrique en 1861 en su “Historia de la Legislación”. Pasó desapercibido durante décadas para la investigación especializada en el conocimiento del euskera, hasta que el investigador, historiador y miembro de la academia de la lengua Vasca nacido en Ojacastro Merino Urrutia lo recuperó realizando en 1932 su estudio detallado. El texto original de la Fazaña, se conserva en el archivo de la Biblioteca Nacional en Madrid, integrado en un códice clasificado como manuscrito n.º 431. Dice así :

Esto es por fazanya que el Alcalle de Oia-Castro mandó prendar D. Morial que era Merino de Castiella, porque juzgara que elome de Oia-Castro si le demandase ome de fuera de la Villa o de la Villa, que el recudiese en Bascuence. Et de si sopo Don Morial en verdad, que tal fuero habían los de Oia-Castro, e mandol dexar e dexaronle luego, e que juzgase su fuero.

Con este texto tan breve se pueden reconstruir los hechos ocurridos en relación con el mismo. El merino mayor de Castilla Don Morial, cargo que le confería las funciones de ejercer como gran juez, mandó detener al alcalde de Ojacastro porque permitía que las personas de la localidad hicieran sus declaraciones ante los tribunales locales en euskera. Una vez llegado el alcalde a la presencia del dirigente supremo de la justicia castellana, pudo demostrarle que este derecho procedía del fuero tradicional de Ojacastro, así que Don Morial decidió dejarlo en libertad, permitiendo que siguiera gobernando la población con su valle. Este suceso se produjo como consecuencia de la llegada al municipio de un juez procedente de Burgos para participar en un juicio. El cual fue vetado por el alcalde de Ojacastro, ya que era indispensable saber euskera para poder participar en ellos según el mencionado fuero.
Este documento nos demuestra que en el siglo XIII había en la zona una comunidad de habla monolingüe euskérica. El privilegio de poder celebrar los juicios en este idioma les fue concedido ante el desconocimiento de sus habitantes de la lengua vehicular del reino, con la consecuente imposibilidad de declarar en ella.
El mencionado suceso hay que entenderlo en el contexto de una región que antiguamente había pertenecido al Reino de Navarra y estaba constantemente disputada con dicho reino.

## La Fazaña de Ojacastro y el euskera en La Rioja
El investigador Merino Urrutia escribió diversos documentos a lo largo de su vida sobre el vascuence hablado en La Rioja y la zona limítrofe de Burgos, como por ejemplo "El vascuence hablado en La Rioja y Burgos" (1935) o "Contribución al estudio de la toponimia riojana" (1972) y otros muchos trabajos realizados desde los años 40 para el Instituto de estudios riojanos, fundado en 1946. En ellos, entre otras cosas, estudia la toponimia de origen euskérico en La Rioja, la cual está presente por toda la región en diferentes gradaciones, siendo especialmente intensa en la zona de La Rioja Alta. Asimismo, también hace referencia a la antroponimia de etimología vasca de sus pobladores. Algunos investigadores de la época elucubraban diferentes hipótesis para explicar estas cuestiones, como que podía ser debida a préstamos léxicos. La Fazaña de Ojacastro demuestra que es debida únicamente a que el vasco era la lengua hablada por sus habitantes.
Merino Urrutia también defendía la idea de que el vasco era la lengua propia de las antiguas tribus prerromanas que habitaban la región en la prehistoria. Postura que fue cuestionada por otras personas, alegando que el origen de este idioma en la región se situaba en la Edad Media y era debido a las diversas repoblaciones vascas habidas en la época.  Sin embargo, actualmente se han encontrado textos epigráficos de periodo romano con terminología eúscara en La Rioja y la zona Soriana limítrofe con ella, por lo que se considera cierta la hipótesis de Merino Urrutia. Además de esto,  se sabe que el origen de buena parte de la toponimia euskérica riojana es anterior a los siglos X y XI, periodo en el cual se da la repoblación vasca en la región.
Existe diferente grado de intensidad toponímica vasca en La Rioja. Siendo esta muy elevada y bien conservada en La Rioja Alta (Altuzarra, Ayabarrena, Urdanta, Tondeluna, Arviza, Galbárruli, Sajazarra, Ezcaray, Badarán, Cibarrena, Ollauri, etc.) y menor y más desgastada en La Rioja Baja (Leza, Iregua, Herce, Igea, Gutur, Isasa, Almandegui, Barranco Ugarre, etc.). Según Merino Urrutia esto se debe a que la primera tuvo un periodo de arabización muy breve, mientras que en la segunda este se desarrolló durante más tiempo, con lo cual se aprecian topónimos de etimología árabe como Albelda, Alberite o Alfaro.
Asimismo, existen abundantes apellidos de etimología vasca en la región, como Ezquerro (apellido originario de La Rioja más abundante), Herce, Ochóa o Allende. Este último existe en La Rioja como apellido y como nombre propio de mujer. 
El investigador Eduardo Aznar Martínez calcula que el euskera debió desaparecer totalmente de la región bien entrados los siglos XV o XVI, perdiéndose primeramente en las zonas más llanas de la comunidad,  para hacerlo posteriormente en las montañosas, más aisladas del resto de poblaciones.
Actualmente el castellano hablado en La Rioja cuenta con rasgos relacionados con el euskera. Esta circunstancia puede deberse al hecho de que la mencionada lengua fue hablada en la región con anterioridad.